# レネ・エステヴェス
レネ・エステヴェス（Renée Estevez、1967年4月2日 - ）は、アメリカ合衆国の女優。

## 出演作品
- 星の旅人たち
- ザ・ホワイトハウス7（ナンシー）
- ザ・ホワイトハウス6（ナンシー）
- ザ・ホワイトハウス5（ナンシー）
- ザ・ホワイトハウス4（ナンシー）
- ザ・ホワイトハウス3（ナンシー）
- ザ・ホワイトハウス2（ナンシー）
- ザ・ホワイトハウス（ナンシー）
- ハリケーン・チェイサー
- コンフェッション
- THE WAR／戦場の記憶
- 天使の旅立ち
- ボーン・ワイルド／サバンナに生きて
- 禁猟区
- ルームメイト
- タッチ＆ダイ／プルトニウム239追跡指令!
- 逃亡迷路
- MOON44
- ヘザース/ベロニカの熱い日
- サイレント・ダンス／青い果実の毒
- 処刑!血のしたたり
- レディ・ジェイソン 地獄のキャンプ
- この愛に生きて
- ルーム・アップステアーズ／空き部屋あります